# Masami Kikuchi
Vous pouvez aider à l'améliorer ou bien discuter des problèmes sur sa page de discussion.
- Cet article biographique nécessite des références supplémentaires pour assurer sa vérifiabilité. (Marqué depuis avril 2014)
- Certaines informations devraient être mieux reliées aux sources mentionnées dans la bibliographie ou les liens externes. Améliorez sa vérifiabilité en les associant par des références. (Marqué depuis avril 2014)

- Archive Wikiwix
- Bing
- Cairn
- DuckDuckGo
- E. Universalis
- Gallica
- Google
- G. Books
- G. News
- G. Scholar
- Persée
- Qwant
- (zh) Baidu
- (ru) Yandex
- (wd) trouver des œuvres sur Wikidata

Masami Kikuchi (菊池正, Kikuchi Masami), né le 24 avril 1960 à Chino, est un Japonais qui travaille pour Troubadour Ongaku Jumusho dans le doublage.

## Rôles vocaux

### Anime
- Air Gear : Onigiri
- Aoki Densetsu Tir : Kazuhiro Hiramatsu
- Brave Exkaiser : Blue Raker, Ultra Raker
- The Brave express Pourrait Gaine : Mitsuhiko Hamada, Bomber Bird, Jet Diver
- Captain Tsubasa J : Shingo Aoi
- Captain Tsubasa ~ Road to 2002 : Gino Hernandez, Alan Pascual
- Chibi Maruko-chan : Kazuhiko Hanawa
- Comic Party et Comic Party Revolution : Kazuki Sendo
- Cromartie lycée : Ken Hirai
- Digimon Adventure : Joe Kido
- Digimon Adventure 02 : Joe Kido, Daemon
- Digimon Tamers : Dolphin
- Digimon Frontier : Neemon
- Digimon Savers : Akihiro Kurata, Belphemon
- Digimon Xros Wars : Tuwarmon / Damemon
- Grappler Baki Baki Hanma
- Hunter x Hunter : Wing
- Rave : Sieg Hart
- Kimagure Orange Road : Yusaku Hino
- Konjiki no Gash Bell!! : Kanchome
- Armure métallique Dragonar : Kaine Wakaba
- Mobile Suit Gundam ZZ : Ino Abbav
- Ah! My Goddess : Keiichi Morisato
- One Piece : Kelly Funk, Pound
- Otaku no Video : Miyoshi
- PaRappa the Rapper : PJ Berri
- Prince du tennis : Hiroshi Wakato
- Ranma ½ : Copycat Ken
- Star☆Twinkle Pretty Cure : Bakenyan
- Tenchi Muyo! : Tenchi Masaki

### OVA
- Légende des héros galactiques : Konrad von Modell
- Sonic the Hedgehog: The Movie : Sonic et Metal Sonic

### Films
- Ah! My Goddess: The Movie : Keiichi Morisato
- Digimon Adventure : Joe Kido
- Digimon Adventure: Notre jeu de guerre : Joe Kido
- Konjiki no Gash Bell!! Film 1: Non Inscrit démon 101 : Kanchome
- Sailor Moon S The Movie : Kakeru Ozora
- Sonic the Hedgehog: The Movie :Sonic the Hedgehog, Metal Sonic
- Super Mario Bros. : Peach-Hime Kyushutsu Dai Sakusen! : Prince Haru

### Jeux vidéo
- Episode Another Century série - : Kaine Wakaba, Dunkel Cooper
- Super Robot Wars série - : Kaine Wakaba, Ino Abbav, Dunkel Cooper
- Tales of Rebirth - : Saleh
- Konjiki no Gash Bell a série - : Kanchome

### Drama CD
- Série Abunai 4: Abunai Campus Love : Harumi Okikura
- Catch Me! : Shikyou Katayama
- C Kara hajimaru Koi mo Ii : Takenoshin
- Eien no Midori ~ ~ Nochinoomohini : Junya Shibasaki
- Koisuru bijoux designer série 1 : Yuutarou Mori
- Mon harcèlement sexuel série 3 : Shun Kazami
- Onegai Darlin : Kouchirou Imada
- Série Ourin Gakuen 1: Ikenai Seitokaishitsu : Shuuichirou Kazam